# Afrikaans kampioenschap voetbal onder 20 - 2017
Het Afrikaans kampioenschap voetbal onder 20 van 2017 was de 21e editie van het Afrikaans kampioenschap voetbal onder 20, een tweejaarlijks CAF-toernooi voor nationale ploegen van spelers onder de 20 jaar. Acht landen namen deel aan dit toernooi dat van 25 februari tot en met 12 maart 2017 in Zambia werd gespeeld. Zambia werd voor de eerste keer winnaar van het toernooi. In de finale werd Senegal met 2–0 verslagen. Guinee werd derde.
Dit toernooi was tevens een kwalificatietoernooi voor het Wereldkampioenschap voetbal onder 20 in 2017 dat gespeeld werd in Zuid-Korea. De vier beste landen kwalificeerden zich voor dat toernooi. Dat waren Zambia, Senegal, Guinee en Zuid-Afrika.

## Kwalificatie
Aan de kwalificatie deden 54 landen mee. Op 11 februari was de loting voor dit kwalificatietoernooi en werd het speelschema bekendgemaakt. Er werden steeds twee landen aan elkaar gekoppeld die een uit- en thuiswedstrijd mochten spelen. De winnaar over twee wedstrijd kwalificeerde zich voor de volgende ronde. De eerste ronde was tussen 1 en 24 april 2016, de tweede ronde tussen 20 mei en 13 juni 2016 en de derde ronde tussen 8 en 24 juli 2016. De winnaars van de derde kwalificeerden zich voor het eindtoernooi. Dat zijn zeven landen. Het gastland Zambia was automatische geplaatst voor het hoofdtoernooi.
| Eerste ronde | Eerste ronde | Eerste ronde   | Eerste ronde | Eerste ronde |
| Team 1       | Totaal       | Team 2         | 1e wedstrijd | 2e wedstrijd |
| ------------ | ------------ | -------------- | ------------ | ------------ |
| Tunesië      | 4–1          | Niger          | 3–0          | 1–1          |
| Ethiopië     | 4–1          | Somalië        | 2–1          | 2–0          |
| Sierra Leone | 0–4          | Gambia         | 0–2          | 0–2          |
| Liberia      | 1–3          | Guinee         | 0–2          | 1–1          |
| Algerije     | 2–3          | Mauritanië     | 2–1          | 0–2          |
| Soedan       | –            | Kenia          | 1–1          | X            |
| Burundi      | X            | Congo-Kinshasa | X            | X            |
| Rwanda       | –            | Oeganda        | 1–1          | 1–2          |
| Angola       | X            | Tsjaad         | X            | X            |
| Mozambique   | 2–2          | Mauritius      | 1–0          | 1–2          |
| Swaziland    | 2–4          | Namibië        | 2–2          | 0–2          |
| Zimbabwe     | 2–1          | Botswana       | 0–1          | 2–0          |

Eerste ronde
1. ↑  Omdat Kenia werd gediskwalificeerd na de eerste wedstrijd, kwalificeerde Soedan zich voor de tweede ronde van het kwalificatietoernooi.
2. ↑  Burundi kwalificeerde zich voor de tweede ronde van het kwalificatietoernooi, omdat Congo-Kinshasa zich terugtrok.
3. ↑  Omdat Oeganda werd gediskwalificeerd, kwalificeerde Rwanda zich voor de tweede ronde van het kwalificatietoernooi.
4. ↑  Angola kwalificeerde zich voor de tweede ronde van het kwalificatietoernooi, omdat Tsjaad zich terugtrok.
5. ↑  Mozambique kwalificeerde zich voor de tweede ronde van het kwalificatietoernooi omdat het meer uitdoelpunten had gemaakt dan Mauritius.

| Tweede ronde | Tweede ronde | Tweede ronde      | Tweede ronde | Tweede ronde |
| Team 1       | Totaal       | Team 2            | 1e wedstrijd | 2e wedstrijd |
| ------------ | ------------ | ----------------- | ------------ | ------------ |
| Tunesië      | 1–4          | Senegal           | 1–2          | 0–2          |
| Ethiopië     | 2–5          | Ghana             | 2–1          | 0–4          |
| Gambia       | 1–1          | Marokko           | 1–0          | 0–1          |
| Ivoorkust    | 2–2          | Guinee            | 1–2          | 1–0          |
| Burkina Faso | 3–3          | Congo-Brazzaville | 1–1          | 2–2          |
| Mauritanië   | 1–7          | Mali              | 0–3          | 1–4          |
| Soedan       | X            | Malawi            | X            | X            |
| Burundi      | 1–3          | Nigeria           | 0–1          | 1–2          |
| Rwanda       | 1–1          | Egypte            | 0–1          | 1–0          |
| Angola       | 3–1          | Gabon             | 3–0          | 0–1          |
| Mozambique   | 1–2          | Lesotho           | 1–1          | 0–1          |
| Namibië      | 0–2          | Zuid-Afrika       | 0–0          | 0–2          |
| Zimbabwe     | 0–3          | Kameroen          | 0–0          | 0–3          |
| Libië        | X            | Benin             | X            | X            |

| Derde ronde  | Derde ronde | Derde ronde | Derde ronde  | Derde ronde  |
| Team 1       | Totaal      | Team 2      | 1e wedstrijd | 2e wedstrijd |
| ------------ | ----------- | ----------- | ------------ | ------------ |
| Senegal      | 3–2         | Ghana       | 3–1          | 1–0          |
| Gambia       | 1–2         | Guinee      | 0–0          | 1–2          |
| Burkina Faso | 0–2         | Mali        | 0–0          | 0–2          |
| Soedan       | 5–5         | Nigeria     | 1–2          | 4–3          |
| Egypte       | 5–0         | Angola      | 1–0          | 4–0          |
| Lesotho      | 0–5         | Zuid-Afrika | 0–2          | 0–3          |
| Kameroen     | 3–1         | Libië       | 3–0          | 0–1          |

Tweede ronde
1. ↑  Gambia kwalificeerde zich na strafschoppen (7–6) voor de derde ronde van het kwalificatietoernooi.
2. ↑  Guinee kwalificeerde zich voor de derde ronde van het kwalificatietoernooi, omdat het meer uitdoelpunten had gescoord.
3. ↑  Burkina Faso kwalificeerde zich voor de derde ronde van het kwalificatietoernooi, omdat het meer uitdoelpunten had gescoord.
4. ↑  Soedan kwalificeerde zich voor de derde ronde van het kwalificatietoernooi, omdat Malawi zich terugtrok.
5. ↑  Egypte kwalificeerde zich na strafschoppen (2–3) voor de derde ronde van het kwalificatietoernooi.
6. ↑  Libië kwalificeerde zich voor de derde ronde van het kwalificatietoernooi, omdat Benin was geschorst.

Derde ronde
1. ↑  Soedan kwalificeerde zich voor de derde ronde van het kwalificatietoernooi, omdat het meer uitdoelpunten had gescoord.

## Stadions
| Lusaka                                     | · Lusaka Ndola |
| National Heroes Stadium Capaciteit: 60.000 | · Lusaka Ndola |
|                                            | · Lusaka Ndola |
| Ndola                                      | · Lusaka Ndola |
| Levy Mwanawasastadion Capaciteit: 50.000   | · Lusaka Ndola |

## Scheidsrechters
Er werden in totaal 12 scheidsrechters en 14 assistent-scheidsrechters geselecteerd voor dit toernooi.
Scheidsrechters
- Hélder Martins de Carvalho (Angola)
- Juste Ephrem Zio (Burkina Faso)
- Thierry Nkurunziza (Burundi)
- Antoine Effa (Kameroen)
- Victor Gomes (Zuid-Afrika)
- Ibrahim Nour El Din (Egypte)
- Sékou Ahmed Touré (Guinee)
- Sadok Selmi (Tunesië)
- Jackson Pavaza (Namibië)
- Louis Hakizimana (Rwanda)
- Maguette Ndiaye (Senegal)
- Chewe Wisdom (Zambia)

Assistent-scheidsrechters
- Mokrani Gourari (Algerije)
- Issa Yahya (Tsjaad)
- Steven Danilek M. Moyo (Congo-Brazzaville)
- Sosseh Sulayman (Gambia)
- Sidiki Sidibe (Guinee)
- Cheruiyot Gilbert (Kenia)
- Mark Ssonko (Oeganda)
- Warr Adbelrahman (Mauritanië)
- Nabina Blaise Sebutu (Congo-Kinshasa)
- Toure Sengne Cheikh (Senegal)
- Eldrick Adelaide (Seychellen)
- Khumalo Steven (Zuid-Afrika)
- Diakite Moriba (Mali)
- Kasengele Romeo (Zambia)

## Loting
De loting voor het hoofdtoernooi vond plaats op 24 oktober 2016 om 11:00 (UTC+2) in het CAF-hoofdkantoor in Caïro, Egypte.
De acht landen werden verdeeld over 4 potten. Zambia (als gastland) en Senegal (tweede op het vorige toernooi) werden in pot 1 gezet en hun posities in de poules werden van tevoren bepaald. Zambia kwam op plek A1 en Senegal op plek B1. Bij de overige landen werd gekeken naar de resultaten van de laatste editie, het toernooi dat gespeeld werd in 2016. Ook de kwalificatiewedstrijden telden daarbij mee.
| Pot 1                    | Pot 2            | Pot 3           | Pot 4         |
| ------------------------ | ---------------- | --------------- | ------------- |
| Zambia (A1) Senegal (B1) | Mali Zuid-Afrika | Kameroen Egypte | Soedan Guinee |

## Groepsfase

### Groep A
| Pos. | Land   | GW | W | G | V | DV | DT | +/− | Ptn. |
| ---- | ------ | -- | - | - | - | -- | -- | --- | ---- |
| 1    | Zambia | 3  | 3 | 0 | 0 | 10 | 2  | +8  | 9    |
| 2    | Guinee | 3  | 1 | 1 | 1 | 4  | 4  | 0   | 4    |
| 3    | Egypte | 3  | 0 | 2 | 1 | 2  | 4  | –2  | 2    |
| 4    | Mali   | 3  | 0 | 1 | 2 | 3  | 9  | –6  | 1    |

|                                |          |     |        |                                                                        |
| 26 februari 2017 15:00 (UTC+2) | Zambia   | 1–0 | Guinee | National Heroes Stadium, Lusaka Scheidsrechter: Juste Ephrem Zio (BUR) |
| 26 februari 2017 15:00 (UTC+2) | Daka 47' |     |        | National Heroes Stadium, Lusaka Scheidsrechter: Juste Ephrem Zio (BUR) |

|                                |        |     |      |                                                                    |
| 26 februari 2017 18:00 (UTC+2) | Egypte | 0–0 | Mali | National Heroes Stadium, Lusaka Scheidsrechter: Victor Gomes (RSA) |
| 26 februari 2017 18:00 (UTC+2) |        |     |      | National Heroes Stadium, Lusaka Scheidsrechter: Victor Gomes (RSA) |

|                            |           |     |             |                                                                      |
| 1 maart 2017 15:00 (UTC+2) | Guinee    | 1–1 | Egypte      | National Heroes Stadium, Lusaka Scheidsrechter: Jackson Pavaza (NAM) |
| 1 maart 2017 15:00 (UTC+2) | Touré 79' |     | Abdalla 37' | National Heroes Stadium, Lusaka Scheidsrechter: Jackson Pavaza (NAM) |

|                            |          |     |                                                            |                                                                    |
| 1 maart 2017 18:00 (UTC+2) | Mali     | 1–6 | Zambia                                                     | National Heroes Stadium, Lusaka Scheidsrechter: Joshua Bondo (BOT) |
| 1 maart 2017 18:00 (UTC+2) | Danté 5' |     | F. Sakala 7', 65' E. Banda 24' Mwepu 37' Chilufya 49', 53' | National Heroes Stadium, Lusaka Scheidsrechter: Joshua Bondo (BOT) |

|                            |                             |     |            |                                                                                  |
| 4 maart 2017 15:00 (UTC+2) | Zambia                      | 3–1 | Egypte     | National Heroes Stadium, Lusaka Scheidsrechter: Hélder Martins de Carvalho (ANG) |
| 4 maart 2017 15:00 (UTC+2) | Daka 48', 90' F. Sakala 72' |     | Nedved 35' | National Heroes Stadium, Lusaka Scheidsrechter: Hélder Martins de Carvalho (ANG) |

|                            |                                            |     |                                |                                                                 |
| 4 maart 2017 15:00 (UTC+2) | Guinee                                     | 3–2 | Mali                           | Levy Mwanawasastadion, Ndola Scheidsrechter: Antoine Effa (CMR) |
| 4 maart 2017 15:00 (UTC+2) | M. Sylla 49' (pen.), 59' M. Aly Camara 72' |     | Koïta 2' M. Diakité 52' (pen.) | Levy Mwanawasastadion, Ndola Scheidsrechter: Antoine Effa (CMR) |

### Groep B
| Pos. | Land        | GW | W | G | V | DV | DT | +/− | Ptn. |
| ---- | ----------- | -- | - | - | - | -- | -- | --- | ---- |
| 1    | Senegal     | 3  | 2 | 1 | 0 | 7  | 4  | +3  | 7    |
| 2    | Zuid-Afrika | 3  | 2 | 0 | 1 | 9  | 6  | +3  | 6    |
| 3    | Kameroen    | 3  | 1 | 0 | 2 | 5  | 6  | –1  | 3    |
| 4    | Soedan      | 3  | 0 | 1 | 2 | 3  | 8  | –5  | 1    |

|                                |           |     |                     |                                                                        |
| 27 februari 2017 15:00 (UTC+2) | Senegal   | 1–1 | Soedan              | Levy Mwanawasastadion, Ndola Scheidsrechter: Ibrahim Nour El Din (EGY) |
| 27 februari 2017 15:00 (UTC+2) | Niane 88' |     | Mutwakil 21' (pen.) | Levy Mwanawasastadion, Ndola Scheidsrechter: Ibrahim Nour El Din (EGY) |

|                                |          |     |                            |                                                                       |
| 27 februari 2017 18:00 (UTC+2) | Kameroen | 1–3 | Zuid-Afrika                | Levy Mwanawasastadion, Ndola Scheidsrechter: Thierry Nkurunziza (BDI) |
| 27 februari 2017 18:00 (UTC+2) | Ayuk 14' |     | Singh 16', 26' (pen.), 57' | Levy Mwanawasastadion, Ndola Scheidsrechter: Thierry Nkurunziza (BDI) |

|                            |                |     |                                       |                                                                 |
| 2 maart 2017 15:00 (UTC+2) | Soedan         | 1–4 | Kameroen                              | Levy Mwanawasastadion, Ndola Scheidsrechter: Wisdom Chewe (ZAM) |
| 2 maart 2017 15:00 (UTC+2) | W. Mohamed 79' |     | Ketu 8' Ayuk 51' Gouet 73' Mbaizo 89' | Levy Mwanawasastadion, Ndola Scheidsrechter: Wisdom Chewe (ZAM) |

|                            |                                |     |                                       |                                                                     |
| 2 maart 2017 18:00 (UTC+2) | Zuid-Afrika                    | 3–4 | Senegal                               | Levy Mwanawasastadion, Ndola Scheidsrechter: Louis Hakizimana (RWA) |
| 2 maart 2017 18:00 (UTC+2) | Jordan 1' Malepe 24' Singh 81' |     | Ndiaye 48' Diagne 53', 60' Diatta 70' | Levy Mwanawasastadion, Ndola Scheidsrechter: Louis Hakizimana (RWA) |

|                            |                      |     |          |                                                                 |
| 5 maart 2017 15:00 (UTC+2) | Senegal              | 2–0 | Kameroen | Levy Mwanawasastadion, Ndola Scheidsrechter: Joshua Bondo (BOT) |
| 5 maart 2017 15:00 (UTC+2) | Niane 45' Diatta 47' |     |          | Levy Mwanawasastadion, Ndola Scheidsrechter: Joshua Bondo (BOT) |

|                            |           |     |                                      |                                                                         |
| 5 maart 2017 15:00 (UTC+2) | Soedan    | 1–3 | Zuid-Afrika                          | National Heroes Stadium, Lusaka Scheidsrechter: Sékou Ahmed Touré (GUI) |
| 5 maart 2017 15:00 (UTC+2) | Osman 24' |     | Mahlambi 13' Margeman 60' Mbatha 66' | National Heroes Stadium, Lusaka Scheidsrechter: Sékou Ahmed Touré (GUI) |

## Knock-outfase
|  | Halve finale     | Halve finale    |   |                   | Finale            | Finale |
|  |                  |                 |   |                   |                   |        |
|  | 8 maart – Lusaka |                 |   |                   |                   |        |
|  | Zambia           | 1               |   |                   |                   |        |
|  | Zuid-Afrika      | 0               |   |                   |                   |        |
|  |                  |                 |   |                   |                   |        |
|  |                  |                 |   |                   | 12 maart – Lusaka |        |
|  |                  |                 |   |                   | Zambia            | 2      |
|  |                  | Senegal         | 0 |                   |                   |        |
|  |                  |                 |   |                   |                   |        |
|  |                  |                 |   |                   | Derde plaats      |        |
|  | 9 maart – Ndola  | 9 maart – Ndola |   | 12 maart – Lusaka | 12 maart – Lusaka |        |
|  | Senegal          | 1               |   | Zuid-Afrika       | 1                 |        |
|  | Guinee           | 0               |   |                   | Guinee            | 2      |

### Halve finale
|                            |               |            |             |                                                                   |
| 8 maart 2017 18:00 (UTC+2) | Zambia        | 1–0 (n.v.) | Zuid-Afrika | National Heroes Stadium, Lusaka Scheidsrechter: Sadok Selmi (TUN) |
| 8 maart 2017 18:00 (UTC+2) | Chilufya 109' |            |             | National Heroes Stadium, Lusaka Scheidsrechter: Sadok Selmi (TUN) |

|                            |           |     |        |                                                                     |
| 9 maart 2017 18:00 (UTC+2) | Senegal   | 1–0 | Guinee | Levy Mwanawasastadion, Ndola Scheidsrechter: Louis Hakizimana (RWA) |
| 9 maart 2017 18:00 (UTC+2) | Badji 12' |     |        | Levy Mwanawasastadion, Ndola Scheidsrechter: Louis Hakizimana (RWA) |

### Troostfinale
|                             |             |     |                                       |                                                                        |
| 12 maart 2017 14:00 (UTC+2) | Zuid-Afrika | 1–2 | Guinee                                | National Heroes Stadium, Lusaka Scheidsrechter: Juste Ephrem Zio (BUR) |
| 12 maart 2017 14:00 (UTC+2) | Jordan 5'   |     | Mohamme 6' (e.d.) Bangoura 85' (pen.) | National Heroes Stadium, Lusaka Scheidsrechter: Juste Ephrem Zio (BUR) |

### Finale
|                             |                       |     |         |                                                                          |
| 12 maart 2017 17:30 (UTC+2) | Zambia                | 2–0 | Senegal | National Heroes Stadium, Lusaka Scheidsrechter: Thierry Nkurunziza (BDI) |
| 12 maart 2017 17:30 (UTC+2) | Daka 16' Chilufya 34' |     |         | National Heroes Stadium, Lusaka Scheidsrechter: Thierry Nkurunziza (BDI) |

1979 · 1981 · 1983 · 1985 · 1987 · 1989 · 1991 · 1993 · 1995 · 1997 · 1999 · 2001 · 2003 · 2005 · 2007 · 2009 · 2011 · 2013 · 2015 · 2017 · 2019 · 2021 · 2023

Jeugdtoernooi CAF mannen: onder 17 · onder 23

Jeugdtoernooi CAF vrouwen: onder 17 · onder 20